# (39807) 1997 WY19
1997 WY19 (asteroide 39807) é um corpo celeste do Cinturão de Asteroides, localizado entre Marte e Júpiter. Possui uma excentricidade de 0.11805370 e uma inclinação de 8.71963º.
Este asteroide foi descoberto no dia 24 de novembro de 1997 por Spacewatch em Kitt Peak.